# Liste der Orte im Landkreis Oder-Spree

Wappen des Kreises

Diese Liste enthält Siedlungen und Orte des Landkreises Oder-Spree in Brandenburg. Zusätzlich angegeben sind die Art der Gemeinde und die übergeordnete Einheit. Durch Klicken auf das quadratische Symbol in der Titelzeile kann die Liste nach den einzelnen Parametern sortiert werden.
Grundlage für die Angaben sind die beim Online-Dienstleistungsportal des Landes Brandenburg abrufbaren Daten (Stand. 1. Januar 2009). 418 Siedlungen sind in dieser Liste aufgenommen.

## Liste
| Ort                             | Art          | Übergeordnete Einheit                         |
| ------------------------------- | ------------ | --------------------------------------------- |
| Abbau Juntschen                 | Wohnplatz    | Amt Neuzelle Neißemünde                       |
| Ahrensdorf                      | Ortsteil     | Rietz-Neuendorf                               |
| Alt Golm                        | Ortsteil     | Rietz-Neuendorf                               |
| Alt Madlitz                     | Ortsteil     | Amt Odervorland Briesen (Mark)                |
| Alt Stahnsdorf                  | Ortsteil     | Storkow (Mark)                                |
| Altbuchhorst                    | Gemeindeteil | Grünheide (Mark)                              |
| Alte Hausstelle                 | Wohnplatz    | Erkner                                        |
| Alte Mühle                      | Wohnplatz    | Storkow (Mark)                                |
| Altes Vorwerk                   | Gemeindeteil | Steinhöfel                                    |
| Am Dudel                        | Wohnplatz    | Amt Scharmützelsee Bad Saarow                 |
| Annenhof                        | Wohnplatz    | Amt Scharmützelsee Bad Saarow                 |
| Arensdorf                       | Ortsteil     | Steinhöfel                                    |
| Aurith                          | Wohnplatz    | Amt Brieskow-Finkenheerd Ziltendorf           |
| Ausbau Autobahn                 | Wohnplatz    | Amt Odervorland Jacobsdorf                    |
| Ausbau Beerfelde                | Gemeindeteil | Steinhöfel                                    |
| Ausbau Jänickendorf             | Gemeindeteil | Steinhöfel                                    |
| Ausbau Ost                      | Wohnplatz    | Fürstenwalde/Spree                            |
| Ausbau West                     | Wohnplatz    | Fürstenwalde/Spree                            |
| Bad Saarow                      | Gemeinde     | Amt Scharmützelsee Bad Saarow                 |
| Bad Saarow-Mitte                | Wohnplatz    | Amt Scharmützelsee Bad Saarow                 |
| Bad Saarow-Strand               | Wohnplatz    | Amt Scharmützelsee Bad Saarow                 |
| Bahnhofsiedlung                 | Gemeindeteil | Steinhöfel                                    |
| Bahnhofssiedlung                | Wohnplatz    | Amt Odervorland Jacobsdorf                    |
| Bahrensdorf                     | Wohnplatz    | Beeskow                                       |
| Bahro                           | Ortsteil     | Amt Neuzelle Neuzelle                         |
| Beerfelde                       | Ortsteil     | Steinhöfel                                    |
| Beeskow                         | Stadt        | Beeskow                                       |
| Beeskow                         | Ortsteil     | Beeskow                                       |
| Behlendorf                      | Gemeindeteil | Steinhöfel                                    |
| Behrensdorf                     | Ortsteil     | Rietz-Neuendorf                               |
| Bergluch                        | Wohnplatz    | Grünheide (Mark)                              |
| Berkenbrück                     | Gemeinde     | Amt Odervorland Berkenbrück                   |
| Biegen                          | Ortsteil     | Amt Odervorland Briesen (Mark)                |
| Biegenbrück                     | Gemeindeteil | Amt Schlaubetal Müllrose                      |
| Birkenheim                      | Ortsteil     | Schöneiche bei Berlin                         |
| Birkholz                        | Ortsteil     | Rietz-Neuendorf                               |
| Blabber                         | Wohnplatz    | Görsdorf                                      |
| Bomsdorf                        | Ortsteil     | Amt Neuzelle Neuzelle                         |
| Bornow                          | Ortsteil     | Beeskow                                       |
| Braunsdorf                      | Ortsteil     | Amt Spreenhagen Spreenhagen                   |
| Bremsdorf                       | Ortsteil     | Amt Schlaubetal Schlaubetal                   |
| Bremsdorfer Mühle               | Wohnplatz    | Amt Schlaubetal Schlaubetal                   |
| Breslack                        | Ortsteil     | Amt Neuzelle Neißemünde                       |
| Breslacker Mühle                | Wohnplatz    | Amt Neuzelle Neißemünde                       |
| Briescht                        | Ortsteil     | Tauche                                        |
| Briesen (Mark)                  | Gemeinde     | Amt Odervorland Briesen (Mark)                |
| Briesenluch                     | Gemeindeteil | Amt Spreenhagen Spreenhagen                   |
| Brieskow                        | Wohnplatz    | Amt Brieskow-Finkenheerd Brieskow-Finkenheerd |
| Brieskow-Finkenheerd            | Gemeinde     | Amt Brieskow-Finkenheerd Brieskow-Finkenheerd |
| Buchholz                        | Ortsteil     | Steinhöfel                                    |
| Buckow                          | Ortsteil     | Rietz-Neuendorf                               |
| Buderoser Mühle                 | Wohnplatz    | Amt Neuzelle Neißemünde                       |
| Bugk                            | Ortsteil     | Storkow (Mark)                                |
| Bunterschütz                    | Wohnplatz    | Amt Odervorland Briesen (Mark)                |
| Burig                           | Gemeindeteil | Amt Spreenhagen Gosen-Neu Zittau              |
| Busch                           | Gemeindeteil | Storkow (Mark)                                |
| Buschgarten                     | Wohnplatz    | Fürstenwalde/Spree                            |
| Buschhaus                       | Wohnplatz    | Amt Odervorland Briesen (Mark)                |
| Charlottenhof                   | Wohnplatz    | Beeskow                                       |
| Charlottenhof                   | Gemeindeteil | Steinhöfel                                    |
| Chossewitz                      | Ortsteil     | Friedland                                     |
| Coschen                         | Ortsteil     | Amt Neuzelle Neißemünde                       |
| Dahmsdorf                       | Ortsteil     | Amt Scharmützelsee Reichenwalde               |
| Dammendorf                      | Gemeindeteil | Amt Schlaubetal Grunow-Dammendorf             |
| Demnitz                         | Ortsteil     | Steinhöfel                                    |
| Demnitzer Mühle                 | Gemeindeteil | Steinhöfel                                    |
| Diehlo                          | Ortsteil     | Eisenhüttenstadt                              |
| Diehloer Ziegelei               | Wohnplatz    | Eisenhüttenstadt                              |
| Diensdorf                       | Wohnplatz    | Amt Scharmützelsee Diensdorf-Radlow           |
| Diensdorf-Radlow                | Gemeinde     | Amt Scharmützelsee Diensdorf-Radlow           |
| Dorf Saarow                     | Wohnplatz    | Amt Scharmützelsee Bad Saarow                 |
| Dorismühle                      | Wohnplatz    | Amt Odervorland Briesen (Mark)                |
| Dorotheenhof                    | Gemeindeteil | Steinhöfel                                    |
| Drahendorf                      | Ortsteil     | Rietz-Neuendorf                               |
| Dubrow                          | Gemeindeteil | Amt Schlaubetal Müllrose                      |
| Eisenhüttenstadt                | Stadt        | Eisenhüttenstadt                              |
| Emilienhof                      | Wohnplatz    | Amt Odervorland Briesen (Mark)                |
| Emilienthal                     | Wohnplatz    | Rietz-Neuendorf                               |
| Erkner                          | Stadt        | Erkner                                        |
| Ernst-Thälmann-Siedlung         | Wohnplatz    | Amt Brieskow-Finkenheerd Ziltendorf           |
| Falkenberg                      | Ortsteil     | Tauche                                        |
| Falkenberg                      | Ortsteil     | Amt Odervorland Briesen (Mark)                |
| Fangschleuse                    | Gemeindeteil | Grünheide (Mark)                              |
| Fichtenau                       | Ortsteil     | Schöneiche bei Berlin                         |
| Fichtenwall                     | Wohnplatz    | Amt Spreenhagen Spreenhagen                   |
| Finkenheerd                     | Wohnplatz    | Amt Brieskow-Finkenheerd Brieskow-Finkenheerd |
| Fischerhaus                     | Wohnplatz    | Amt Odervorland Briesen (Mark)                |
| Fischerhaus Köllnitz            | Wohnplatz    | Storkow (Mark)                                |
| Försterei                       | Wohnplatz    | Amt Schlaubetal Siehdichum                    |
| Försterei Grubenmühle           | Wohnplatz    | Storkow (Mark)                                |
| Försterei Jacobsee              | Wohnplatz    | Amt Schlaubetal Schlaubetal                   |
| Försterei Ragow                 | Wohnplatz    | Amt Schlaubetal Ragow-Merz                    |
| Försterei Schierenberg          | Wohnplatz    | Amt Schlaubetal Schlaubetal                   |
| Försterei Schwarzheide          | Wohnplatz    | Amt Schlaubetal Ragow-Merz                    |
| Forsthaus Briesenluch           | Wohnplatz    | Amt Spreenhagen Spreenhagen                   |
| Forsthaus Dickdamm              | Wohnplatz    | Amt Spreenhagen Spreenhagen                   |
| Forsthaus Jankemühle            | Wohnplatz    | Friedland                                     |
| Forsthaus Langewahl             | Wohnplatz    | Amt Scharmützelsee Langewahl                  |
| Forsthaus Rauen                 | Wohnplatz    | Amt Spreenhagen Rauen                         |
| Forsthaus Treppeln              | Wohnplatz    | Amt Neuzelle Neuzelle                         |
| Forsthaus Tschinka              | Wohnplatz    | Storkow (Mark)                                |
| Forsthaus Wilhelmsbrück         | Wohnplatz    | Grünheide (Mark)                              |
| Forsthaus Wirchensee            | Wohnplatz    | Amt Schlaubetal Grunow-Dammendorf             |
| Freienbrink                     | Gemeindeteil | Grünheide (Mark)                              |
| Freiheitsloose                  | Wohnplatz    | Amt Odervorland Briesen (Mark)                |
| Friedland                       | Ortsteil     | Friedland                                     |
| Friedland                       | Stadt        | Friedland                                     |
| Friedrichshof                   | Wohnplatz    | Friedland                                     |
| Fritzfelde                      | Gemeindeteil | Steinhöfel                                    |
| Fuchsbau                        | Wohnplatz    | Amt Scharmützelsee Bad Saarow                 |
| Fuchsbau                        | Wohnplatz    | Amt Spreenhagen Rauen                         |
| Fuhrmannsruh                    | Wohnplatz    | Amt Neuzelle Neißemünde                       |
| Fünfeichen                      | Ortsteil     | Amt Schlaubetal Schlaubetal                   |
| Fünfeichen-Mühle                | Wohnplatz    | Amt Schlaubetal Schlaubetal                   |
| Fürstenberg (Oder)              | Ortsteil     | Eisenhüttenstadt                              |
| Fürstenwalde Süd                | Wohnplatz    | Fürstenwalde/Spree                            |
| Fürstenwalde Südwest            | Wohnplatz    | Fürstenwalde/Spree                            |
| Fürstenwalde West               | Wohnplatz    | Grünheide (Mark)                              |
| Fürstenwalde/Spree              | Stadt        | Fürstenwalde/Spree                            |
| Georgshöhe                      | Wohnplatz    | Rietz-Neuendorf                               |
| Giesensdorf                     | Ortsteil     | Tauche                                        |
| Glienicke                       | Ortsteil     | Rietz-Neuendorf                               |
| Glowe                           | Wohnplatz    | Friedland                                     |
| Göhlen                          | Ortsteil     | Amt Neuzelle Neuzelle                         |
| Göllmitz                        | Gemeindeteil | Amt Spreenhagen Spreenhagen                   |
| Gölsdorf                        | Ortsteil     | Steinhöfel                                    |
| Görsdorf b. Storkow             | Ortsteil     | Storkow (Mark)                                |
| Görsdorf                        | Ortsteil     | Tauche                                        |
| Görzig                          | Ortsteil     | Rietz-Neuendorf                               |
| Görziger Dorfstelle             | Wohnplatz    | Rietz-Neuendorf                               |
| Gosen                           | Ortsteil     | Amt Spreenhagen Gosen-Neu Zittau              |
| Gottesbrück                     | Wohnplatz    | Grünheide (Mark)                              |
| Grätzwalde                      | Ortsteil     | Schöneiche bei Berlin                         |
| Grauer Esel                     | Gemeindeteil | Amt Spreenhagen Rauen                         |
| Groß Briesen                    | Ortsteil     | Friedland                                     |
| Groß Eichholz                   | Ortsteil     | Storkow (Mark)                                |
| Groß Lindow                     | Gemeinde     | Amt Brieskow-Finkenheerd Groß Lindow          |
| Groß Muckrow                    | Ortsteil     | Friedland                                     |
| Groß Rietz                      | Ortsteil     | Rietz-Neuendorf                               |
| Groß Schauen                    | Ortsteil     | Storkow (Mark)                                |
| Große Tränke                    | Wohnplatz    | Fürstenwalde/Spree                            |
| Grünheide (Mark)                | Ortsteil     | Grünheide (Mark)                              |
| Grunow                          | Gemeindeteil | Amt Schlaubetal Grunow-Dammendorf             |
| Grunow-Dammendorf               | Gemeinde     | Amt Schlaubetal Grunow-Dammendorf             |
| Günthersdorf                    | Ortsteil     | Friedland                                     |
| Gut Breslack                    | Wohnplatz    | Amt Neuzelle Neißemünde                       |
| Gutshof                         | Gemeindeteil | Steinhöfel                                    |
| Haasenloos                      | Wohnplatz    | Amt Odervorland Berkenbrück                   |
| Hammerfort                      | Wohnplatz    | Amt Brieskow-Finkenheerd Groß Lindow          |
| Hangelsberg                     | Ortsteil     | Grünheide (Mark)                              |
| Hangelsberger Forst             | Gemeindeteil | Grünheide (Mark)                              |
| Hannemannei                     | Wohnplatz    | Beeskow                                       |
| Hartensdorf                     | Gemeindeteil | Rietz-Neuendorf                               |
| Hartmannsdorf                   | Ortsteil     | Amt Spreenhagen Spreenhagen                   |
| Hartmannsdorf                   | Gemeindeteil | Amt Spreenhagen Spreenhagen                   |
| Hartmannsdorf-Neu Hartmannsdorf | Gemeindeteil | Amt Spreenhagen Spreenhagen                   |
| Hartmannsdorf-Stäbchen          | Gemeindeteil | Amt Spreenhagen Spreenhagen                   |
| Hasenfelde                      | Ortsteil     | Steinhöfel                                    |
| Hasenwinkel                     | Gemeindeteil | Steinhöfel                                    |
| Heidehof                        | Wohnplatz    | Amt Neuzelle Neuzelle                         |
| Heidehof                        | Wohnplatz    | Amt Spreenhagen Rauen                         |
| Heim Gottesschutz               | Wohnplatz    | Erkner                                        |
| Heinersdorf                     | Ortsteil     | Steinhöfel                                    |
| Heinersdorfer Vorwerk           | Gemeindeteil | Steinhöfel                                    |
| Henzendorf                      | Ortsteil     | Amt Neuzelle Neuzelle                         |
| Herzberg                        | Ortsteil     | Rietz-Neuendorf                               |
| Hirsegarten                     | Wohnplatz    | Amt Spreenhagen Spreenhagen                   |
| Hohenberge                      | Ortsteil     | Schöneiche bei Berlin                         |
| Hohenbinde                      | Wohnplatz    | Erkner                                        |
| Hubertushöhe                    | Wohnplatz    | Storkow (Mark)                                |
| Hufenfeld                       | Wohnplatz    | Beeskow                                       |
| Jacobsdorf                      | Ortsteil     | Amt Odervorland Jacobsdorf                    |
| Jägerbude                       | Wohnplatz    | Erkner                                        |
| Jänickendorf                    | Ortsteil     | Steinhöfel                                    |
| Kadelhof                        | Wohnplatz    | Rietz-Neuendorf                               |
| Kagel                           | Ortsteil     | Grünheide (Mark)                              |
| Kagel-Finkenstein               | Gemeindeteil | Grünheide (Mark)                              |
| Kagel-Möllensee                 | Gemeindeteil | Grünheide (Mark)                              |
| Kaisermühl                      | Gemeindeteil | Amt Schlaubetal Müllrose                      |
| Karlshöhe                       | Wohnplatz    | Amt Spreenhagen Rauen                         |
| Karolinenhof                    | Wohnplatz    | Amt Odervorland Briesen (Mark)                |
| Karras                          | Ortsteil     | Friedland                                     |
| Karutzhöhe                      | Wohnplatz    | Erkner                                        |
| Katharinensee                   | Wohnplatz    | Amt Schlaubetal Müllrose                      |
| Kehrigk                         | Ortsteil     | Storkow (Mark)                                |
| Kerring                         | Wohnplatz    | Amt Spreenhagen Spreenhagen                   |
| Kersdorf                        | Wohnplatz    | Amt Odervorland Briesen (Mark)                |
| Kersdorfer Schleuse             | Wohnplatz    | Amt Odervorland Briesen (Mark)                |
| Kienbaum                        | Ortsteil     | Grünheide (Mark)                              |
| Kiesberg                        | Wohnplatz    | Storkow (Mark)                                |
| Kieselwitz                      | Ortsteil     | Amt Schlaubetal Schlaubetal                   |
| Kieselwitzer Mühle              | Wohnplatz    | Amt Schlaubetal Schlaubetal                   |
| Kiesweg                         | Wohnplatz    | Amt Spreenhagen Rauen                         |
| Kietz                           | Wohnplatz    | Beeskow                                       |
| Kirchhofen                      | Gemeindeteil | Amt Spreenhagen Spreenhagen                   |
| Klein Muckrow                   | Ortsteil     | Friedland                                     |
| Klein Rietz                     | Wohnplatz    | Rietz-Neuendorf                               |
| Klein Schauen                   | Ortsteil     | Storkow (Mark)                                |
| Klein Wall                      | Gemeindeteil | Grünheide (Mark)                              |
| Klein-Briesen                   | Wohnplatz    | Friedland                                     |
| Kleine Heide                    | Wohnplatz    | Fürstenwalde/Spree                            |
| Kleinschönebeck                 | Ortsteil     | Schöneiche bei Berlin                         |
| Klingemühle                     | Wohnplatz    | Friedland                                     |
| Klixmühle                       | Wohnplatz    | Amt Brieskow-Finkenheerd Groß Lindow          |
| Kobbeln                         | Ortsteil     | Amt Neuzelle Neuzelle                         |
| Kohlsdorf                       | Ortsteil     | Beeskow                                       |
| Kolonie Bomsdorf                | Wohnplatz    | Amt Neuzelle Neuzelle                         |
| Kolonie Breslack                | Wohnplatz    | Amt Neuzelle Neißemünde                       |
| Kolonie Groß Eichholz           | Wohnplatz    | Storkow (Mark)                                |
| Kolonie Kienbaum                | Wohnplatz    | Grünheide (Mark)                              |
| Kolonie Vorheide                | Wohnplatz    | Beeskow                                       |
| Kolpin                          | Ortsteil     | Amt Scharmützelsee Reichenwalde               |
| Kossenblatt                     | Ortsteil     | Tauche                                        |
| Krachtsheide                    | Gemeindeteil | Rietz-Neuendorf                               |
| Kribbelake                      | Wohnplatz    | Amt Spreenhagen Spreenhagen                   |
| Krollshof                       | Wohnplatz    | Friedland                                     |
| Krügersdorf                     | Ortsteil     | Beeskow                                       |
| Kuhnshof                        | Wohnplatz    | Friedland                                     |
| Kummerow                        | Ortsteil     | Friedland                                     |
| Kummersdorf                     | Ortsteil     | Storkow (Mark)                                |
| Kunersdorf                      | Gemeindeteil | Rietz-Neuendorf                               |
| Kunitzer Loose                  | Wohnplatz    | Amt Brieskow-Finkenheerd Wiesenau             |
| Kupferhammer                    | Wohnplatz    | Amt Schlaubetal Mixdorf                       |
| Kurtmühle                       | Wohnplatz    | Storkow (Mark)                                |
| Lamitsch                        | Wohnplatz    | Rietz-Neuendorf                               |
| Landgut Wellmitz                | Wohnplatz    | Amt Neuzelle Neißemünde                       |
| Langendamm                      | Wohnplatz    | Amt Spreenhagen Spreenhagen                   |
| Langewahl                       | Gemeinde     | Amt Scharmützelsee Langewahl                  |
| Latzwall                        | Gemeindeteil | Amt Spreenhagen Spreenhagen                   |
| Laubenkolonie Nordost           | Wohnplatz    | Fürstenwalde/Spree                            |
| Lawitz                          | Gemeinde     | Amt Neuzelle Lawitz                           |
| Lebbin                          | Gemeindeteil | Amt Spreenhagen Spreenhagen                   |
| Lehmannsthal                    | Wohnplatz    | Friedland                                     |
| Leißnitz                        | Ortsteil     | Friedland                                     |
| Liebenberg                      | Wohnplatz    | Grünheide (Mark)                              |
| Limsdorf                        | Ortsteil     | Storkow (Mark)                                |
| Lindenberg                      | Ortsteil     | Tauche                                        |
| Lindow                          | Ortsteil     | Friedland                                     |
| Luisenhof                       | Wohnplatz    | Amt Spreenhagen Spreenhagen                   |
| Madlitzer Mühle                 | Wohnplatz    | Amt Odervorland Briesen (Mark)                |
| Margaretenhof                   | Gemeindeteil | Steinhöfel                                    |
| Margarethensiedlung             | Wohnplatz    | Amt Brieskow-Finkenheerd Brieskow-Finkenheerd |
| Marienhöhe                      | Wohnplatz    | Amt Scharmützelsee Bad Saarow                 |
| Markgrafpieske                  | Ortsteil     | Amt Spreenhagen Spreenhagen                   |
| Merz                            | Gemeindeteil | Amt Schlaubetal Ragow-Merz                    |
| Mittweide                       | Ortsteil     | Tauche                                        |
| Mixdorf                         | Gemeinde     | Amt Schlaubetal Mixdorf                       |
| Möbiskruge                      | Ortsteil     | Amt Neuzelle Neuzelle                         |
| Molkenberg                      | Wohnplatz    | Fürstenwalde/Spree                            |
| Möllen                          | Wohnplatz    | Friedland                                     |
| Möllendorf                      | Gemeindeteil | Storkow (Mark)                                |
| Mönchwinkel                     | Ortsteil     | Grünheide (Mark)                              |
| Müllrose                        | Stadt        | Amt Schlaubetal Müllrose                      |
| Neu Boston                      | Wohnplatz    | Storkow (Mark)                                |
| Neu Buchhorst                   | Wohnplatz    | Erkner                                        |
| Neu Golm                        | Ortsteil     | Amt Scharmützelsee Bad Saarow                 |
| Neu Madlitz                     | Wohnplatz    | Amt Odervorland Briesen (Mark)                |
| Neu Mönchwinkel                 | Gemeindeteil | Grünheide (Mark)                              |
| Neu Reichenwalde                | Wohnplatz    | Amt Scharmützelsee Reichenwalde               |
| Neu Stahnsdorf                  | Gemeindeteil | Storkow (Mark)                                |
| Neu Waltersdorf                 | Gemeindeteil | Amt Spreenhagen Spreenhagen                   |
| Neu Zittau                      | Ortsteil     | Amt Spreenhagen Gosen-Neu Zittau              |
| Neubrück                        | Ortsteil     | Rietz-Neuendorf                               |
| Neue Herrlichkeit               | Wohnplatz    | Rietz-Neuendorf                               |
| Neue Mühle                      | Wohnplatz    | Amt Scharmützelsee Wendisch Rietz             |
| Neue Mühle                      | Gemeindeteil | Steinhöfel                                    |
| Neuendorf                       | Ortsteil     | Beeskow                                       |
| Neuendorf im Sande              | Ortsteil     | Steinhöfel                                    |
| Neuhaus                         | Wohnplatz    | Rietz-Neuendorf                               |
| Neumühle                        | Wohnplatz    | Amt Neuzelle Neuzelle                         |
| Neuseeland                      | Wohnplatz    | Erkner                                        |
| Neuzelle                        | Ortsteil     | Amt Neuzelle Neuzelle                         |
| Niewisch                        | Ortsteil     | Friedland                                     |
| Oegeln                          | Ortsteil     | Beeskow                                       |
| Oelsen                          | Wohnplatz    | Friedland                                     |
| Oelsener Mühle                  | Wohnplatz    | Friedland                                     |
| Onkel-Toms-Hütte                | Wohnplatz    | Fürstenwalde/Spree                            |
| Ossendorf                       | Ortsteil     | Amt Neuzelle Neuzelle                         |
| Palmnicken                      | Wohnplatz    | Fürstenwalde/Spree                            |
| Pankentheerhütte                | Wohnplatz    | Amt Spreenhagen Spreenhagen                   |
| Petersdorf                      | Ortsteil     | Amt Scharmützelsee Bad Saarow                 |
| Petersdorf                      | Ortsteil     | Amt Odervorland Jacobsdorf                    |
| Pfaffendorf                     | Ortsteil     | Rietz-Neuendorf                               |
| Pfaffenschänke                  | Wohnplatz    | Amt Neuzelle Neißemünde                       |
| Philadelphia                    | Ortsteil     | Storkow (Mark)                                |
| Pieskow                         | Wohnplatz    | Amt Scharmützelsee Bad Saarow                 |
| Pieskow                         | Ortsteil     | Friedland                                     |
| Pillgram                        | Ortsteil     | Amt Odervorland Jacobsdorf                    |
| Planheide                       | Wohnplatz    | Friedland                                     |
| Pohlitz                         | Ortsteil     | Amt Schlaubetal Siehdichum                    |
| Pohlitzer Mühle                 | Wohnplatz    | Amt Schlaubetal Siehdichum                    |
| Postbrücke                      | Wohnplatz    | Friedland                                     |
| Premsdorf                       | Wohnplatz    | Tauche                                        |
| Pudel/Storkower Str.            | Wohnplatz    | Amt Spreenhagen Spreenhagen                   |
| Radinkendorf                    | Ortsteil     | Beeskow                                       |
| Radinkendorf Ausbau             | Wohnplatz    | Beeskow                                       |
| Radlow                          | Wohnplatz    | Amt Scharmützelsee Diensdorf-Radlow           |
| Ragow                           | Gemeindeteil | Amt Schlaubetal Ragow-Merz                    |
| Ragower Ablage                  | Wohnplatz    | Amt Schlaubetal Ragow-Merz                    |
| Ragower Mühle                   | Wohnplatz    | Amt Schlaubetal Siehdichum                    |
| Ragow-Merz                      | Gemeinde     | Amt Schlaubetal Ragow-Merz                    |
| Ranzig                          | Ortsteil     | Tauche                                        |
| Raßmannsdorf                    | Gemeindeteil | Rietz-Neuendorf                               |
| Ratzdorf                        | Ortsteil     | Amt Neuzelle Neißemünde                       |
| Rauen                           | Gemeinde     | Amt Spreenhagen Rauen                         |
| Rautenkranz                     | Wohnplatz    | Amt Schlaubetal Siehdichum                    |
| Reichenwalde                    | Ortsteil     | Amt Scharmützelsee Reichenwalde               |
| Reudnitz                        | Ortsteil     | Friedland                                     |
| Rieplos                         | Ortsteil     | Storkow (Mark)                                |
| Rießen                          | Ortsteil     | Amt Schlaubetal Siehdichum                    |
| Rietz-Neuendorf                 | Gemeindeteil | Rietz-Neuendorf                               |
| Rocher                          | Wohnplatz    | Tauche                                        |
| Roter Krug                      | Wohnplatz    | Amt Odervorland Berkenbrück                   |
| Röthen                          | Wohnplatz    | Amt Spreenhagen Spreenhagen                   |
| Sabrodt                         | Wohnplatz    | Tauche                                        |
| Sandscholle                     | Wohnplatz    | Rietz-Neuendorf                               |
| Sarkow                          | Wohnplatz    | Friedland                                     |
| Sauen                           | Ortsteil     | Rietz-Neuendorf                               |
| Sawall                          | Wohnplatz    | Tauche                                        |
| Schadow                         | Ortsteil     | Friedland                                     |
| Schernsdorf                     | Ortsteil     | Amt Schlaubetal Siehdichum                    |
| Schießhaus                      | Wohnplatz    | Amt Neuzelle Neißemünde                       |
| Schlangenluch                   | Wohnplatz    | Grünheide (Mark)                              |
| Schlaubehammer                  | Wohnplatz    | Amt Brieskow-Finkenheerd Groß Lindow          |
| Schlaubemühle                   | Wohnplatz    | Amt Neuzelle Neuzelle                         |
| Schlößchen                      | Wohnplatz    | Amt Spreenhagen Spreenhagen                   |
| Schmalenberg                    | Gemeindeteil | Grünheide (Mark)                              |
| Schneeberg                      | Ortsteil     | Beeskow                                       |
| Schönblick                      | Wohnplatz    | Woltersdorf                                   |
| Schöneiche bei Berlin           | Gemeinde     | Schöneiche bei Berlin                         |
| Schönfelde                      | Ortsteil     | Steinhöfel                                    |
| Schönfließ                      | Ortsteil     | Eisenhüttenstadt                              |
| Schönschornstein                | Wohnplatz    | Erkner                                        |
| Schrabischmühle                 | Wohnplatz    | Eisenhüttenstadt                              |
| Schröders Hof                   | Wohnplatz    | Rietz-Neuendorf                               |
| Schwarzer Kater                 | Wohnplatz    | Tauche                                        |
| Schwenow                        | Gemeindeteil | Storkow (Mark)                                |
| Schwerin                        | Ortsteil     | Storkow (Mark)                                |
| Schwerzko                       | Ortsteil     | Amt Neuzelle Neuzelle                         |
| Schwerzkoer Mühle               | Wohnplatz    | Amt Neuzelle Neuzelle                         |
| Seeschlößchen                   | Wohnplatz    | Amt Schlaubetal Müllrose                      |
| Selchow                         | Ortsteil     | Storkow (Mark)                                |
| Siedlung an den Fuchsbergen     | Ortsteil     | Schöneiche bei Berlin                         |
| Siehdichum                      | Wohnplatz    | Amt Schlaubetal Siehdichum                    |
| Sieversdorf                     | Ortsteil     | Amt Odervorland Jacobsdorf                    |
| Sieverslake                     | Gemeindeteil | Grünheide (Mark)                              |
| Silberberg                      | Wohnplatz    | Amt Scharmützelsee Bad Saarow                 |
| Skaby                           | Wohnplatz    | Amt Spreenhagen Spreenhagen                   |
| Spreeau                         | Ortsteil     | Grünheide (Mark)                              |
| Spreeeck                        | Wohnplatz    | Erkner                                        |
| Spreehorst                      | Wohnplatz    | Rietz-Neuendorf                               |
| Spreenhagen                     | Ortsteil     | Amt Spreenhagen Spreenhagen                   |
| Spreetal                        | Gemeindeteil | Grünheide (Mark)                              |
| Spreewerder                     | Gemeindeteil | Grünheide (Mark)                              |
| Springeberg                     | Wohnplatz    | Woltersdorf                                   |
| Stadtberg                       | Wohnplatz    | Amt Spreenhagen Rauen                         |
| Steinfurt                       | Gemeindeteil | Amt Spreenhagen Gosen-Neu Zittau              |
| Steinhöfel                      | Ortsteil     | Steinhöfel                                    |
| Steinsdorf                      | Ortsteil     | Amt Neuzelle Neuzelle                         |
| Stolp                           | Wohnplatz    | Woltersdorf                                   |
| Störitz                         | Gemeindeteil | Grünheide (Mark)                              |
| Störitzsee                      | Wohnplatz    | Grünheide (Mark)                              |
| Storkow (Mark)                  | Stadt        | Storkow (Mark)                                |
| Storkow                         | Ortsteil     | Storkow (Mark)                                |
| Storkowfurt                     | Gemeindeteil | Grünheide (Mark)                              |
| Streichwitz                     | Ortsteil     | Amt Neuzelle Neuzelle                         |
| Streitberg                      | Wohnplatz    | Amt Scharmützelsee Langewahl                  |
| Stremmen                        | Ortsteil     | Tauche                                        |
| Tauche                          | Ortsteil     | Tauche                                        |
| Tempelberg                      | Ortsteil     | Steinhöfel                                    |
| Theresienhof                    | Wohnplatz    | Amt Scharmützelsee Bad Saarow                 |
| Thomasaue                       | Wohnplatz    | Amt Odervorland Jacobsdorf                    |
| Trebatsch                       | Ortsteil     | Tauche                                        |
| Trebus                          | Ortsteil     | Fürstenwalde/Spree                            |
| Treppeln                        | Ortsteil     | Amt Neuzelle Neuzelle                         |
| Vogelsang                       | Gemeinde     | Amt Brieskow-Finkenheerd Vogelsang            |
| Voigtsmühle                     | Wohnplatz    | Friedland                                     |
| Vorheide                        | Wohnplatz    | Beeskow                                       |
| Vorwerk                         | Wohnplatz    | Amt Odervorland Jacobsdorf                    |
| Vorwerk Bomsdorf                | Wohnplatz    | Amt Neuzelle Neuzelle                         |
| Vorwerk Briesen                 | Wohnplatz    | Amt Odervorland Briesen (Mark)                |
| Vorwerk Demnitz                 | Gemeindeteil | Steinhöfel                                    |
| Vorwerk Hasenfelde              | Gemeindeteil | Steinhöfel                                    |
| Vorwerk Madlitz                 | Wohnplatz    | Amt Odervorland Briesen (Mark)                |
| Vorwerk Steinsdorf              | Wohnplatz    | Amt Neuzelle Neuzelle                         |
| Vorwerk Wilmersdorf             | Wohnplatz    | Amt Odervorland Briesen (Mark)                |
| Waldeck                         | Wohnplatz    | Grünheide (Mark)                              |
| Waldfrieden                     | Wohnplatz    | Amt Scharmützelsee Wendisch Rietz             |
| Waldhof                         | Wohnplatz    | Amt Odervorland Briesen (Mark)                |
| Waldrandsiedlung                | Wohnplatz    | Amt Scharmützelsee Reichenwalde               |
| Waldrandsiedlung                | Wohnplatz    | Fürstenwalde/Spree                            |
| Waldschlößchen                  | Wohnplatz    | Amt Odervorland Briesen (Mark)                |
| Waldseehotel                    | Wohnplatz    | Amt Neuzelle Neuzelle                         |
| Walkemühle                      | Wohnplatz    | Amt Schlaubetal Grunow-Dammendorf             |
| Weichensdorf                    | Ortsteil     | Friedland                                     |
| Weinberge                       | Wohnplatz    | Beeskow                                       |
| Weinberge                       | Wohnplatz    | Fürstenwalde/Spree                            |
| Weißenberg                      | Wohnplatz    | Amt Brieskow-Finkenheerd Groß Lindow          |
| Weißenspring                    | Wohnplatz    | Amt Brieskow-Finkenheerd Groß Lindow          |
| Wellmitz                        | Ortsteil     | Amt Neuzelle Neißemünde                       |
| Wendisch Rietz Siedlung         | Wohnplatz    | Amt Scharmützelsee Wendisch Rietz             |
| Wendisch Rietz                  | Gemeinde     | Amt Scharmützelsee Wendisch Rietz             |
| Werder/Spree                    | Ortsteil     | Tauche                                        |
| Westend                         | Wohnplatz    | Amt Spreenhagen Rauen                         |
| Wiesenau                        | Gemeinde     | Amt Brieskow-Finkenheerd Wiesenau             |
| Wilhelmsaue                     | Wohnplatz    | Grünheide (Mark)                              |
| Wilhelmshöhe                    | Wohnplatz    | Beeskow                                       |
| Wilmersdorf                     | Ortsteil     | Amt Odervorland Briesen (Mark)                |
| Wilmersdorf                     | Ortsteil     | Rietz-Neuendorf                               |
| Winkel                          | Wohnplatz    | Amt Spreenhagen Spreenhagen                   |
| Wochowsee                       | Ortsteil     | Storkow (Mark)                                |
| Wolfswinkel                     | Wohnplatz    | Storkow (Mark)                                |
| Woltersdorf                     | Gemeinde     | Woltersdorf                                   |
| Wuggelmühle                     | Wohnplatz    | Friedland                                     |
| Wulfersdorf                     | Wohnplatz    | Tauche                                        |
| Wulkow                          | Gemeindeteil | Grünheide (Mark)                              |
| Zeust                           | Ortsteil     | Friedland                                     |
| Ziltendorf                      | Gemeinde     | Amt Brieskow-Finkenheerd Ziltendorf           |
| Zwiebusch                       | Wohnplatz    | Amt Spreenhagen Gosen-Neu Zittau              |